# Gauche évangélique
La gauche évangélique est un mouvement de la gauche chrétienne dans le christianisme évangélique qui affirme une théologie évangélique conservatrice et est politiquement progressiste.

## Doctrine
Le mouvement affirme une théologie évangélique conservatrice, comme les doctrines de l'incarnation, expiation, et résurrection, vision traditionnelle du mariage et considèrent la Bible comme l'autorité principale de l'Église . Contrairement aux autres évangéliques, cependant, ceux de la gauche évangélique soutiennent et utilisent souvent l’exégèse biblique. Ils soutiennent souvent une plate-forme politique plus progressiste et sont préoccupés par les questions de justice sociale  ,. Beaucoup, par exemple, sont opposés à la peine capitale et soutiennent le contrôle des armes à feu, l'accueil des étrangers et les programmes de protection sociale . Dans de nombreux cas, ils sont aussi pacifistes.

## Histoire
Les origines du mouvement se situent au XVIe siècle dans le mouvement anabaptiste qui luttait contre l’establishment et militait pour la démocratie et la participation de chaque être humain. D'autres mouvements ont été significatifs, comme l'abolitionnisme au Royaume-Uni du 18e siècle et l'abolitionnisme aux États-Unis du 19e siècle. Des évangéliques ont milité en faveur du droits des femmes, comme l'ordination pastorale et le droite de vote ,. En raison de la polémique fondamentaliste du début du XXe siècle, le mouvement et le militantisme social ont perdu de leur élan. Cependant, à la fin des années 1940, des théologiens évangéliques du Séminaire théologique Fuller fondé à Pasadena, en Californie, en 1947, ont défendu l'importance chrétienne du militantisme social. Elle connut un nouvel élan dans les années 1960 avec la fondation de la Southern Christian Leadership Conference en 1957, dirigée par le pasteur baptiste Martin Luther King Jr. .
Au cours des années 1960 et 1970, la gauche évangélique a défendu les principes anti-guerre, droits civiques et anti-consommation tout en soutenant la fidélité doctrinale et sexuelle. Le magazine Sojourners fondé en 1971, a été une voix importante du mouvement. En 1973, 53 dirigeants évangéliques ont signé la Déclaration de Chicago sur les préoccupations sociales évangéliques contribuant ainsi à la fondation des Évangéliques pour l'action sociale . La gauche évangélique a aidé le mouvement évangélique plus large en aidant à élire le premier born again président américain, Jimmy Carter en 1976. En 2007, l'organisation Chrétiens des lettres rouges a été fondée par le pasteur baptiste Tony Campolo et Shane Claiborne dans le but de rassembler les évangéliques qui croient en l'importance d'insister sur les questions de justice sociale évoquées par Jésus (en rouge dans certaines traductions du Bible) .